# Marek Proniewski
Marek Antoni Proniewski (ur. 1958) – polski ekonomista, profesor nauk ekonomicznych, wykładowca Wydziału Zarządzania w Ełku Wyższej Szkoły Finansów i Zarządzania w Białymstoku oraz Katedry Polityki Ekonomicznej i Rozwoju Gospodarczego Wydziału Ekonomii i Finansów Uniwersytetu w Białymstoku.

## Życiorys
W 1982 ukończył studia na Uniwersytecie Warszawskim. 18 lutego 1988 obronił pracę doktorską z ekonomii na Uniwersytecie Gdańskim. 30 marca 1998 habilitował się w Instytucie Geografii i Przestrzennego Zagospodarowania Polskiej Akademii Nauk w dziedzinie nauk o Ziemi, specjalność geografia społeczno-ekonomiczna, na podstawie oceny dorobku naukowego i pracy zatytułowanej Polityka kształcenia jako czynnik rozwoju regionalnego (na przykładzie Niemiec). 17 lipca 2015 nadano mu tytuł profesora w zakresie nauk ekonomicznych.
Objął funkcję profesora nadzwyczajnego na Wydziale Zarządzania w Ełku Wyższej Szkoły Finansów i Zarządzania w Białymstoku, a także w Katedrze Polityki Ekonomicznej i Rozwoju Gospodarczego na Wydziale Ekonomii i Finansów Uniwersytetu w Białymstoku.
Piastuje stanowisko kierownika i profesora zwyczajnego Katedry Rozwoju Społeczno-Gospodarczego na Wydziale Ekonomii i Finansów Uniwersytetu w Białymstoku.
Był dziekanem Wydziału Gospodarki Przestrzennej Wyższej Szkoły Finansów i Zarządzania w Białymstoku, prorektorem na Uniwersytecie w Białymstoku i członkiem Komitetu Przestrzennego Zagospodarowania Kraju Prezydium Polskiej Akademii Nauk.
W listopadzie został dyrektorem Departamentu Rozwoju Regionalnego Urzędu Marszałkowskiego Województwa Podlaskiego.

## Publikacje
- 2002: Rynek pieniężny i kapitałowy. Podstawy teorii i praktyki[1]
- 2007: INTERREG IIIA as an Instrument of Development of the Polish and Slovakian Borderland[1]
- 2009: 1. The Main Characteristics and Challenges of China’s Outward Foreign Direct Investments (OFDI)[1]